# Paula Cox
Paula Cox, née en 1964[réf. nécessaire], est une femme politique bermudienne. Elle est Première ministre des Bermudes du 29 octobre 2010 au 18 décembre 2012.

## Biographie
Paula Cox naît aux Bermudes en 1964, fille de C. Eugene Cox, un des fondateurs du Parti travailliste progressiste. Elle suit des études de sciences politiques à l'Université McGill puis de droit international à l'université de Manchester. En janvier 1992, elle devient avocate au barreau des Bermudes.
À l'âge de 32 ans, elle est élue au Parlement des Bermudes lors d'une élection partielle en 1996, pour la circonscription de Devonshire North. En 1998, après la victoire du PLP, elle devient ministre du Travail, de l'Intérieur et de la Sécurité publique. Elle est ensuite nommée ministre de l'Éducation et du Développement le 1er novembre 2001. Après les élections législatives de 2003, elle devient Attorney-General et ministre de l'Éducation jusqu'en janvier 2004. 
À la mort de son père, elle le remplace en tant que ministre des Finances. 
En octobre 2006, elle devient vice-Première ministre auprès d'Ewart Brown, auquel elle succède aux fonctions de Premier ministre le 29 octobre 2010.
Les élections législatives du 17 décembre 2012 voient la victoire du parti d'opposition One Bermuda Alliance, dont le chef Craig Cannonier succède le lendemain à Paula Cox à la tête du gouvernement des Bermudes.
En 2014, elle est faite dame commandeur de l'ordre de l'Empire britannique (CBE).